# 共和國 (雜誌)
《共和國》雜誌，是主張台灣獨立的政治團體台灣獨立建國聯盟所出版的雙月刊。首期發行於1997年10月，社址位於台灣台北市，由黃爾璇擔任發行人。截至2007年6月為止，該雜誌總共發行了54期。目前總編輯是張信堂。

## 雜誌簡史

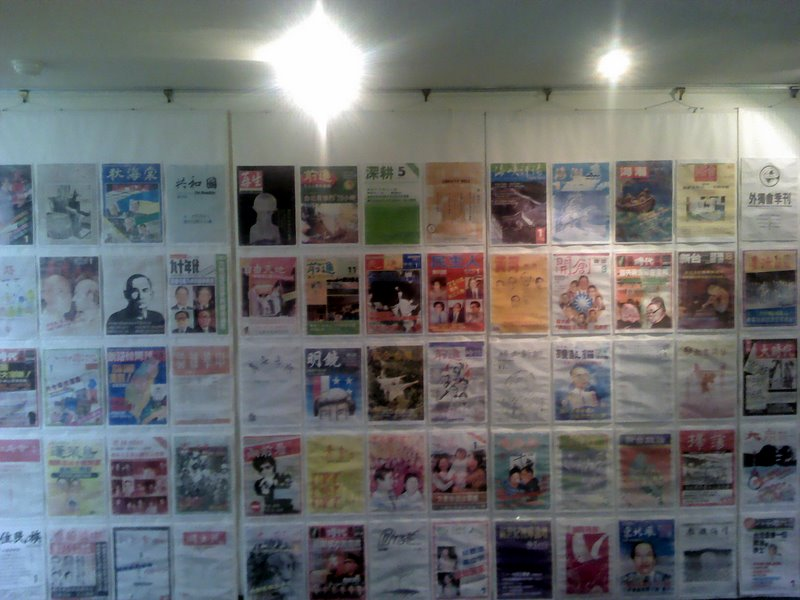
臺灣戒嚴時期各種短命的黨外雜誌

《共和國》雜誌的前身是《台灣評論》，是在台獨聯盟於1992年遷台以後由一群志同道合的學者所主辦的，第一期出刊於1992年10月17日，剛好「選在距71年前台灣文化協會成立之日，作為創刊日」(黃爾璇 1997)。之後，由於台灣政論雜誌銷路的萎靡，《台灣評論》遂改由台獨聯盟自編，作為贈送同好和宣揚理念的非商品性刊物。《台灣評論》總共出版了34期，一直到1997年8月為止(許維德 2001)。
1997年10月，《台灣評論》改版為《共和國》。根據《共和國》發行人黃爾璇的說法，這份雜誌之所以要以這個名稱問世，其原因如下：
新刊名之採「共和國」，容易使人聯想起柏拉圖的大著〈共和國〉(The Republic)。柏拉圖寫〈共和國〉的時候，正是古雅典政治最墮落的年代，因此便想透過他的政治哲學來挽回雅典的政治，……。我們採用「共和國」為刊名，係因我們想藉由柏拉圖當時寫〈共和國〉的心意，來托擬我們追求理想政治的決心。更明確地說，是表示我們將更加鍥而不捨地努力，促使台灣早日成為一個新而獨立的國家。這個國家的名稱，未來將透過台灣全體住民的民主程序來決定，所以我們暫以通稱之「共和國」作為凝聚台灣人意志的大目標。(黃爾璇 1997)
《共和國》雜誌的在網際網路上的電子版，則對這份雜誌的發行宗旨有以下的說明：
我們把這份刊物定名為《共和國》，是因為我們覺得目前台灣的政治也很不健康，想借用柏拉圖當時寫〈共和國〉的心意。此外，我們覺得台灣人一直渴望台灣早日成為一個新而獨立的國家，「台灣共和國」的誕生也許還要一段時間，但現在有很多人在心中或在行動上為「台灣共和國」催生。我們也想用這份刊物來參加這個運動。(共和國 nd)
除了以紙張發行的實體版以外，《共和國》雜誌也有發行電子版，可以在網際網路上找到該雜誌所有出版過的文章。

## 外部連結
- 《共和國》雜誌官方網站 （页面存档备份，存于）